# Госпиталь Святого Георга
Госпиталь Святого Георга — историческое здание в  Калининграде в России. С 1329 по 1945 год использовался в разное время как лепрозорий, монастырь для престарелых, госпиталь с функциями органов попечительства. По состоянию на 2025 год в здании бывшего госпиталя располагается Калининградский морской рыбопромышленный колледж (адрес улица Мореходная, дом 3).

## Основание
Госпиталь святого Георга основан 3 сентября 1329 года как лепрозорий по распоряжению великого магистра Тевтонского ордена Вернера фон Орзельна. Первым местом расположения Госпиталя стал пригород Альтштадта, одного из городов-составных частей будущего Кёнигсберга. Госпиталь принадлежал городу Альтштадт, но располагался в принадлежавшем Кнайпхофу пригороде Форштадте, на дальней его окраине.
Во время Тринадцатилетней войны 13 апреля 1455 года восставшие кнайпхофцы сожгли Форштадт и госпиталь, а по акту капитуляции 14 июля 1455 года освобождались от его восстановления.
В 1531 году в ходе Реформации, проводимой Альбрехтом Гогенцоллерном, поскольку число прокажённых заметно сократилось по сравнению с предыдущим временем, лепрозорий был упразднён и госпиталь стал приютом-монастырём для престарелых.
Здания монастыря неоднократно уничтожались огнём. Так было в 1433 году, 1520 году (польскими войсками), 1550 году (сгорело 100 домов в Форштадте, включая госпиталь), 1775 году (восстановлен только в 1786 году) и 1811 году, но после каждого пожара здания восстанавливали. Со временем назначение госпиталя поменялось, и он превратился из монастыря для престарелых в лечебное учреждение и орган попечительства.

## Новое здание
К концу XIX века многочисленные маленькие домики, составлявшие госпиталь, больше не соответствовали техническим и медицинским требованиям. Поэтому было спроектировано новое здание. Проект создал городской строительный мастер Вормс. В своём проекте Вормс отказался от строительства монастырской церкви, восстанавливаемой после каждого предыдущего пожара. В 1894 году было начато строительство, закончившееся открытием нового здания госпиталя в 1897 году.
Корпус госпиталя состоял из нескольких корпусов, соединённых в правильный четырёхугольник. Здание было построено из красного клинкерного кирпича в стиле неоготики.
Фасад был спроектирован ка скошенный угол здания для эффектного вида издалека; он подчёркнут по бокам двумя башнями, у которых до 1945 года по-середине был фронтон. При восстановлении этот фронтон и остальные надстройки над крышей были утрачены, и только две башни по-прежнему определяют внешний вид. Прежде высокая крыша была заменена более плоской. Вход украшен красивым строгим готическим порталом.
Комплекс зданий по адресу: Калининград, ул. Мореходная, д.3 входит в перечень объектов культурного наследия городского округа «Город Калининград»].
По состоянию на 2025 год в здании бывшего госпиталя и в стоящих рядом двух школах располагается Калининградский морской рыбопромышленный колледж.